# بزوودنو
بزوودنو (به بلغاری: Bezvodno) روستایی در بلغارستان است که در Chernoochene واقع شده‌است. بزوودنو ۴۷٫۴۷۴ کیلومتر مربع مساحت و ۱۳۴ نفر جمعیت دارد.